# 저지섬

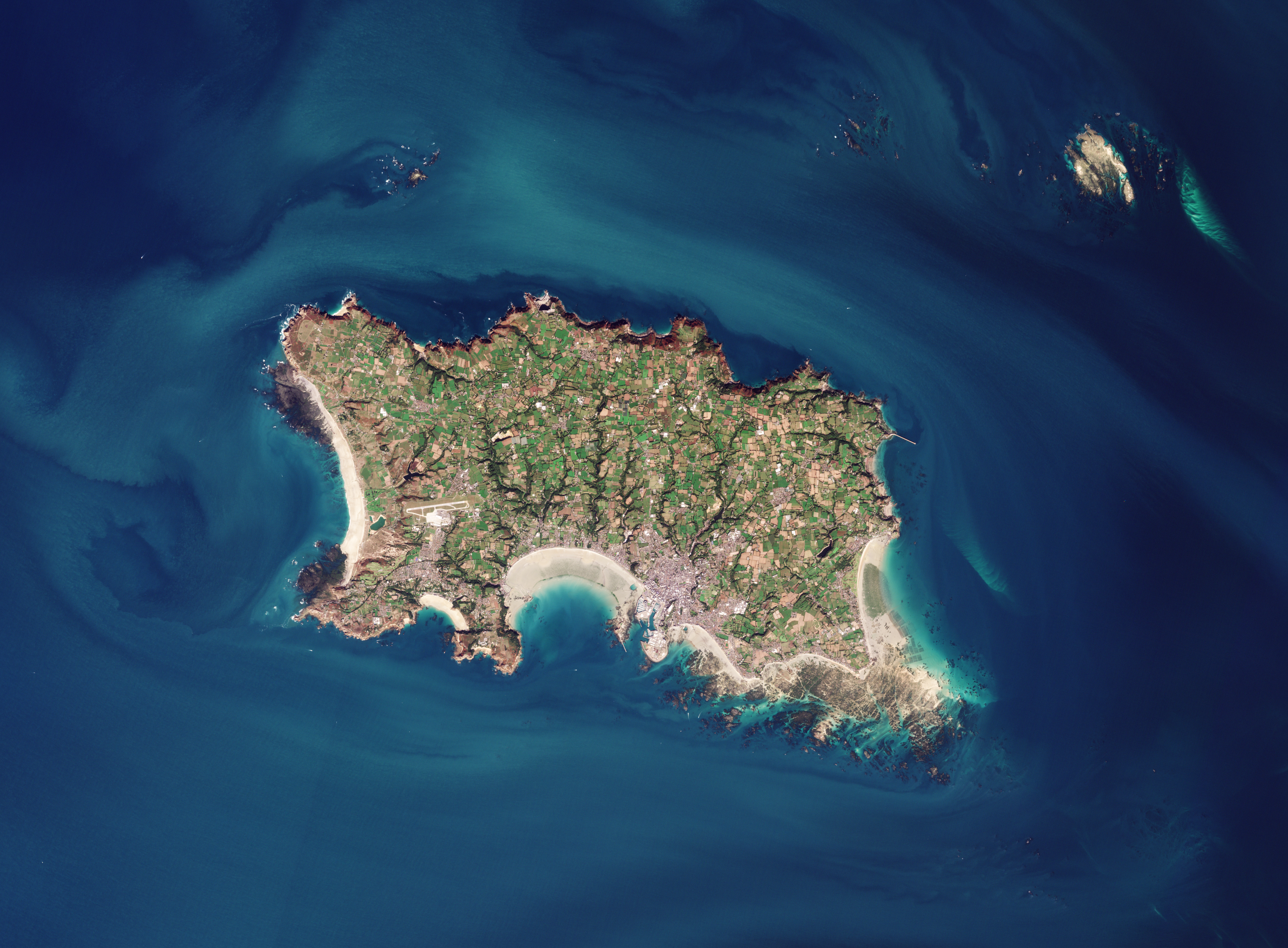

저지섬(영어: Bailiwick of Jersey, 프랑스어: Bailliage de Jersey, 저지어: Jèrri)은 프랑스 노르망디 해안에 자리 잡은, 채널 제도의 영국 왕실령 섬이다. 주도인 세인트헬리어는 잉글랜드의 웨이머스에서 160킬로미터 남쪽에 있다. 서북쪽으로 9킬로미터 떨어져 있는 에크레후스 암초와 남쪽으로 9킬로미터 떨어져 있는 레밍키에르는 저지 지방행정관의 관할구역에 속한다. 2021년 기준 인구는 103,267명이고 인구밀도는 859명/km2이다

## 역사
라코트드생브를라드에서 구석기인의 선사 시대 유물들이 발견되었으며, 신석기 시대와 청동기 시대에 사람들이 거주한 흔적도 많다. 이 섬은 로마인들에게는 카이사리아로 알려졌다.
11세기의 문헌은 이 섬이 쿠탕스 주교구에 속했으며, 12개 교회구로 나뉘어 있었음을 알려준다. 12세기에는 노르망디 지주들이 섬을 지배했으며, 세입 징수를 위해 3개 행정구로 나누었다. 1204년 노르망디 공국으로부터 분리됨으로써 행정개편이 필요하게 되었다. 노르망디 법과 지방관습은 유지되었으나 다른 섬들과 함께 감독관이나 때로 영주가 국왕을 대리하여 통치했다. 15세기말경에는 저지를 전담하는 행정장관이 부임했다. 후에 총독으로 불린 행정장관의 직책은 1854년에 폐지되고 부총독이 직책을 인수하여 지금도 그 임무를 수행하고 있다.
1617년 베일리프가 사법과 대민 업무를 관장하도록 규정되었다. 이곳의 왕립재판소는 건지섬의 왕립 재판소와 똑같은 형태였는데, 현재의 재판소에는 아직도 중세시대의 흔적이 남아 있다. 1857년에 교회구 대표들이 처음 선출되었다. 17세기에 생투앙의 봉건 영주들인 드카르테레 일가가 이 섬을 장악하여 1643~51년 왕을 대신해 통치하기도 했다. 18, 19세기에 이 섬은 마고트가(家)와 샬로가, 로렐가와 로즈가의 격심한 반목으로 분열되었다. 그러나 뉴펀들랜드의 어장, 사략선의 활동, 밀수 등으로 번영을 누리기도 했으며, 나중에는 소사육·감자재배·관광업으로도 한몫을 보았다.
지금은 추밀원의 관리하에 연방 의회가 통치하는데, 연방의회는 보통선거로 선출되는 12명의 상원, 12명의 치안관, 29명의 지역 대의원으로 구성되며, 의장은 왕이 임명하는 지방행정관이 맡는다. 부총독과 기타 국왕 직속 관리들도 참여하여 발언할 수 있으나 투표권은 없다. 왕립재판소는 최고 행정관인 지방행정관과 선거인단이 선출하는 12명의 치안판사로 구성된다. 치안판사들은 사법·입법 기능을 동시에 수행했는데, 1948년 연방의 개혁조치로 12개 교회구의 목사들을 정부에서 제외시켜 두 기능이 분리되었다.
재판 절차는 공용어인 프랑스어로 수행되지만 영어도 어디에서나 통한다. 1830년부터 영국인들이, 1848년부터 유럽의 정치 망명자들이, 제1차 세계대전 이후에는 납세 기피자들이 들어왔지만, 주민의 대부분은 브리튼족과 혼혈인 노르만족의 후손들이다. 수도인 세인트헬리어와 그에 인접한 교회구인 생사비우르·생클레망·고레이·생토뱅에 사람들이 많이 산다.

## 지리와 기후
면적은 118.2km2이며, 섬의 너비는 약 16km이고 남북 길이가 8km이며, 프랑스의 코탕탱반도 19km 서쪽에 있다. 섬은 대체로 황토로 덮인 대지를 이루고 있으며, 깊게 패인 계곡들은 북에서 남으로 경사져 있다. 높이가 148m에 이르는 그림 같은 낭떠러지들이 북쪽 해안에 늘어서 있으며, 그밖의 곳에서는 길게 삐져나와 갑(岬)을 이룬 암석들이 육지화된 석호들에 접한 사질의 만(灣)들을 둘러싸고 있다.
해안에는 곳곳에 암초가 있어 항해에 지장을 주지만, 생토방 만의 암초에 건설된 방파제는 세인트헬리어 항을 서남쪽에서 불어오는 강풍으로부터 보호해준다. 서해안의 생투앙 만 북쪽과 남쪽 끝에는 바람에 날려온 모래가 사구를 이루고 있다. 건지섬보다는 해양성기후의 영향을 적게 받으며, 화창한 날이 더 많다. 연평균 기온은 11℃이다. 서리는 거의 내리지 않으나, 봄에 프랑스에서 확장하는 찬 공기가 감자의 수확에 타격을 준다.
| Jersey Airport, elevation 84m, 1981-2010의 기후 | Jersey Airport, elevation 84m, 1981-2010의 기후 | Jersey Airport, elevation 84m, 1981-2010의 기후 | Jersey Airport, elevation 84m, 1981-2010의 기후 | Jersey Airport, elevation 84m, 1981-2010의 기후 | Jersey Airport, elevation 84m, 1981-2010의 기후 | Jersey Airport, elevation 84m, 1981-2010의 기후 | Jersey Airport, elevation 84m, 1981-2010의 기후 | Jersey Airport, elevation 84m, 1981-2010의 기후 | Jersey Airport, elevation 84m, 1981-2010의 기후 | Jersey Airport, elevation 84m, 1981-2010의 기후 | Jersey Airport, elevation 84m, 1981-2010의 기후 | Jersey Airport, elevation 84m, 1981-2010의 기후 | Jersey Airport, elevation 84m, 1981-2010의 기후 |
| 월                                              | 1월                                             | 2월                                             | 3월                                             | 4월                                             | 5월                                             | 6월                                             | 7월                                             | 8월                                             | 9월                                             | 10월                                            | 11월                                            | 12월                                            | 연간                                            |
| ----------------------------------------------- | ----------------------------------------------- | ----------------------------------------------- | ----------------------------------------------- | ----------------------------------------------- | ----------------------------------------------- | ----------------------------------------------- | ----------------------------------------------- | ----------------------------------------------- | ----------------------------------------------- | ----------------------------------------------- | ----------------------------------------------- | ----------------------------------------------- | ----------------------------------------------- |
| 역대 최고 기온 °C (°F)                          | 14.0 (57.2)                                     | 18.0 (64.4)                                     | 20.3 (68.5)                                     | 25.0 (77.0)                                     | 28.0 (82.4)                                     | 33.0 (91.4)                                     | 36.0 (96.8)                                     | 36.0 (96.8)                                     | 30.2 (86.4)                                     | 26.0 (78.8)                                     | 21.0 (69.8)                                     | 16.0 (60.8)                                     | 36.0 (96.8)                                     |
| 일평균 최고 기온 °C (°F)                        | 8.3 (46.9)                                      | 8.4 (47.1)                                      | 10.4 (50.7)                                     | 12.5 (54.5)                                     | 15.8 (60.4)                                     | 18.4 (65.1)                                     | 20.4 (68.7)                                     | 20.6 (69.1)                                     | 18.7 (65.7)                                     | 15.4 (59.7)                                     | 11.7 (53.1)                                     | 9.2 (48.6)                                      | 14.2 (57.6)                                     |
| 일일 평균 기온 °C (°F)                          | 6.3 (43.3)                                      | 6.1 (43.0)                                      | 7.9 (46.2)                                      | 9.5 (49.1)                                      | 12.6 (54.7)                                     | 15.1 (59.2)                                     | 17.2 (63.0)                                     | 17.5 (63.5)                                     | 15.8 (60.4)                                     | 13.0 (55.4)                                     | 9.6 (49.3)                                      | 7.1 (44.8)                                      | 11.5 (52.7)                                     |
| 일평균 최저 기온 °C (°F)                        | 4.3 (39.7)                                      | 3.8 (38.8)                                      | 5.3 (41.5)                                      | 6.5 (43.7)                                      | 9.3 (48.7)                                      | 11.8 (53.2)                                     | 13.9 (57.0)                                     | 14.3 (57.7)                                     | 12.9 (55.2)                                     | 10.6 (51.1)                                     | 7.5 (45.5)                                      | 5.0 (41.0)                                      | 8.8 (47.8)                                      |
| 역대 최저 기온 °C (°F)                          | −10.3 (13.5)                                    | −9.0 (15.8)                                     | −3.3 (26.1)                                     | −1.6 (29.1)                                     | 0.0 (32.0)                                      | 5.9 (42.6)                                      | 9.0 (48.2)                                      | 7.7 (45.9)                                      | 6.0 (42.8)                                      | −2.6 (27.3)                                     | −3.0 (26.6)                                     | −4.0 (24.8)                                     | −10.3 (13.5)                                    |
| 평균 강수량 mm (인치)                           | 93.1 (3.67)                                     | 68.9 (2.71)                                     | 66.1 (2.60)                                     | 56.4 (2.22)                                     | 55.6 (2.19)                                     | 47.5 (1.87)                                     | 44.6 (1.76)                                     | 49.5 (1.95)                                     | 63.9 (2.52)                                     | 103.4 (4.07)                                    | 105.4 (4.15)                                    | 111.3 (4.38)                                    | 865.8 (34.09)                                   |
| 평균 월간 일조시간                              | 66.1                                            | 91.6                                            | 134.0                                           | 196.5                                           | 236.7                                           | 245.4                                           | 252.7                                           | 235.3                                           | 184.6                                           | 118.8                                           | 79.9                                            | 63.2                                            | 1,904.8                                         |
| 출처: Met Office and Voodoo Skies               |                                                 |                                                 |                                                 |                                                 |                                                 |                                                 |                                                 |                                                 |                                                 |                                                 |                                                 |                                                 |                                                 |

## 주민
주민의 대부분은 브리튼족과 혼혈인 노르만족의 후손들이다. 세인트헬리어, 그에 인접한 교회구인 생사비우르·생클레망·고레이·생토뱅에 사람들이 많이 산다.
| 연도          | 인구    | ±%     |
| ------------- | ------- | ------ |
| 1871          | 56,627  | —      |
| 1951          | 55,244  | −2.4%  |
| 1961          | 59,489  | +7.7%  |
| 1971          | 69,329  | +16.5% |
| 1981          | 76,050  | +9.7%  |
| 1991          | 84,082  | +10.6% |
| 2001          | 87,186  | +3.7%  |
| 2011          | 97,857  | +12.2% |
| 2019          | 106,800 | +9.1%  |
| 2019 estimate |         |        |

## 산업
저지섬의 농업은 낙농업과 1789년부터 이 섬에서 유일하게 키워온 수출용 저지 종(種) 젖소 사육 위주로 이루어진다. 조생종 감자와 토마토를 재배하여 수출하는 작은 농장이 많다. 꽃·도마토·야채가 온실에서 많이 재배된다. 해초비료를 사용하여 토양이 비옥하다. 관광업이 크게 발달했고 전통적인 모직 저지의 편물업은 쇠퇴했다. 여객선과 화물선들로 세인트헬리어 항과 고레이 항을 경유하여 건지섬과 잉글랜드의 웨이머스 및 프랑스의 생말로와 연결되며, 런던과 리버풀까지 운행하는 화물선이 있다. 항공편도 많다. 1959년 멸종 위기에 처한 동물들을 보호하기 위해 박물학자이자 작가인 제럴드 더럴이 트리니티 교회구에 저지동물공원을 세웠다.